# Saaresjärvi
Saaresjärvi är en sjö i Finland. Den ligger i kommunen Kajana i landskapet Kajanaland, i den centrala delen av landet, 400 km norr om huvudstaden Helsingfors. Saaresjärvi ligger 172,2 meter över havet. Arean är 2,19 kvadratkilometer och strandlinjen är 10,51 kilometer lång. Sjön  ingår i Uleälvens huvudavrinningsområde.   I omgivningarna runt Saaresjärvi växer i huvudsak blandskog. I sjön finns några öar, de största är Isosaari och Nuottisaari.